# Papungan (Pitu)
Papungan is een bestuurslaag in het regentschap Ngawi van de provincie Oost-Java, Indonesië. Papungan telt 1354 inwoners (volkstelling 2010).